# Jean-Charles Charette
Jean-Charles Charette (né le 20 avril 1982 à Longueuil dans la province de Québec au Canada) est un joueur professionnel de hockey sur glace.

## Carrière
Après son hockey mineur au Canada et quatre saisons avec les Condors de Kahnawake de la Ligue de hockey junior AAA du Québec, il prend la direction de la France.
Il est alors recruté par les Taureaux de Feu de Limoges, alors en D1 durant la saison 2003-2004. Pour sa première saison, il inscrit 39 points (16 buts et 23 assistances) en 28 matchs. En 2004-2005, il est repéré par le club de HG Dunkerque qui joue à l'époque en Ligue Magnus. En 26 matchs, il marque 7 buts et 9 assistances. Il contribue à une place en séries éliminatoires de son équipe où il marque un but et une aide (deux points) en quatre matchs. L'année suivante, il s'engage en faveur du club des Jokers de Cergy avec lesquels il marque 16 buts et 23 assistances (39 points) en 26 matchs.
En 2006-2007, il s'engage avec les Rapaces de Gap qui ont pour objectif la remontée immédiate en Ligue Magnus. Lors de sa première saison dans les Hautes-Alpes il marque 11 buts et 22 assistances (33 points) en 25 matchs. Cependant, le club de Gap termine second du championnat et c'est le club de Tours qui décroche le titre et l'accession en Ligue Magnus.
En 2007-2008, il entame sa seconde saison sous le maillot des Rapaces. Il forme durant cette saison, avec Romain Moussier et Jiří Rambousek un trio d'attaquant efficace. Il inscrit 14 buts et 27 assistances (41 points) en 23 matchs et finit 6e pointeur du championnat. Durant les séries éliminatoires, il marque trois buts et trois aides soit six points en quatre matchs. Gap perd en mort subite en finale face au Hockey Club Neuilly-sur-Marne. À l'issue de cette saison, il décide de poursuivre l'aventure sous le maillot des Rapaces de Gap pour la saison 2008-2009.
Pour cette troisième saison sous le maillot gapençais, il inscrit en saison régulière un total de 34 points (17 buts et 17 aides) en 23 matchs. Lors de la finale aller en Normandie contre le HC Caen, il permet à son équipe de remporter le match après avoir été menée 3-0 à la fin du second tiers. La remontée des gapençais est amorcée par un but de Trevor Hawkins. A 5 minutes du terme de la rencontre, Jiri Jelen remet Gap à une longueur de son adversaire puis Charette inscrit le but du 3-3 à 59 secondes de la fin du match. Dans la prolongation, il marque le but victorieux et donne un avantage important à Gap lors de la finale retour. À l'issue de cette saison, il est sacré Champion de France de Division 1.
Après trois saisons dans la Ligue Magnus, il revient au Canada et il signe à l'automne 2012 avec l'Isothermic de Thetford Mines de la Ligue nord-américaine de hockey
Le 9 juin 2013, il est réclamé par les Braves de Valleyfield lors de leur repêchage d'expansion.

## Statistiques
| Saison    | Équipe                       | Ligue        |    | Saison régulière | Saison régulière | Saison régulière | Saison régulière | Saison régulière |   | Séries éliminatoires | Séries éliminatoires | Séries éliminatoires | Séries éliminatoires | Séries éliminatoires |
| Saison    | Équipe                       | Ligue        | PJ | B                | A                | Pts              | Pun              | PJ               | B | A                    | Pts                  | Pun                  |                      |                      |
| 1999-2000 | Condors de Kahnawake         | LHJAAAQ      | 43 | 44               | 48               | 92               | 73               |                  |   |                      |                      |                      |                      |                      |
| 2000-2001 | Condors de Kahnawake         | LHJAAAQ      | 39 | 7                | 19               | 26               | 26               |                  |   |                      |                      |                      |                      |                      |
| 2001-2002 | Condors de Kahnawake         | LHJAAAQ      | 53 | 37               | 45               | 82               | 50               |                  |   |                      |                      |                      |                      |                      |
| 2002-2003 | Condors de Kahnawake         | LHJAAAQ      | 49 | 22               | 44               | 66               | 78               |                  |   |                      |                      |                      |                      |                      |
| 2003-2004 | Taureaux de feu de Limoges   | Division 1   | 28 | 16               | 23               | 39               | 65               |                  |   |                      |                      |                      |                      |                      |
| 2004-2005 | Corsaires de Dunkerque       | Ligue Magnus | 26 | 7                | 9                | 16               | 55               | 4                | 1 | 1                    | 2                    | 4                    |                      |                      |
| 2005-2006 | Jokers de Cergy              | Division 1   | 28 | 16               | 23               | 39               | 38               |                  |   |                      |                      |                      |                      |                      |
| 2005-2006 | Jokers de Cergy              | CdF          | 1  | 0                | 0                | 0                | 0                |                  |   |                      |                      |                      |                      |                      |
| 2006-2007 | Rapaces de Gap               | Division 1   | 25 | 11               | 22               | 33               | 76               |                  |   |                      |                      |                      |                      |                      |
| 2006-2007 | Rapaces de Gap               | CdF          | 1  | 0                | 1                | 1                | 8                |                  |   |                      |                      |                      |                      |                      |
| 2006-2007 | Rapaces de Gap               | CdL          | 3  | 1                | 3                | 4                | 0                |                  |   |                      |                      |                      |                      |                      |
| 2007-2008 | Rapaces de Gap               | Division 1   | 23 | 14               | 27               | 41               | 42               | 4                | 3 | 3                    | 6                    | 4                    |                      |                      |
| 2007-2008 | Rapaces de Gap               | CdF          | 1  | 1                | 0                | 1                | 0                |                  |   |                      |                      |                      |                      |                      |
| 2007-2008 | Rapaces de Gap               | CdL          | 2  | 0                | 0                | 0                | 0                |                  |   |                      |                      |                      |                      |                      |
| 2008-2009 | Rapaces de Gap               | Division 1   | 23 | 17               | 17               | 34               | 38               | 6                | 5 | 0                    | 5                    | 4                    |                      |                      |
| 2008-2009 | Rapaces de Gap               | CdF          | 3  | 2                | 1                | 3                | 22               |                  |   |                      |                      |                      |                      |                      |
| 2008-2009 | Rapaces de Gap               | CdL          | 6  | 0                | 1                | 1                | 0                |                  |   |                      |                      |                      |                      |                      |
| 2009-2010 | Rapaces de Gap               | Ligue Magnus | 26 | 4                | 14               | 18               | 28               | 2                | 1 | 0                    | 1                    | 4                    |                      |                      |
| 2009-2010 | Rapaces de Gap               | CdF          | 1  | 0                | 0                | 0                | 2                |                  |   |                      |                      |                      |                      |                      |
| 2009-2010 | Rapaces de Gap               | CdL          | 6  | 3                | 3                | 6                | 6                | 2                | 0 | 0                    | 0                    | 8                    |                      |                      |
| 2010-2011 | Rapaces de Gap               | Ligue Magnus | 26 | 8                | 11               | 19               | 26               | 5                | 0 | 0                    | 0                    | 4                    |                      |                      |
| 2010-2011 | Rapaces de Gap               | CdF          | 1  | 0                | 2                | 0                | 2                |                  |   |                      |                      |                      |                      |                      |
| 2010-2011 | Rapaces de Gap               | CdL          | 6  | 3                | 3                | 6                | 4                |                  |   |                      |                      |                      |                      |                      |
| 2011-2012 | Rapaces de Gap               | Ligue Magnus | 23 | 4                | 5                | 9                | 20               | 9                | 1 | 1                    | 2                    | 2                    |                      |                      |
| 2011-2012 | Rapaces de Gap               | CdF          | 2  | 0                | 1                | 1                | 0                |                  |   |                      |                      |                      |                      |                      |
| 2011-2012 | Rapaces de Gap               | CdL          | 8  | 1                | 1                | 2                | 14               | 2                | 0 | 0                    | 0                    | 0                    |                      |                      |
| 2012-2013 | Isothermic de Thetford Mines | LNAH         | 6  | 1                | 1                | 2                | 2                | -                | - | -                    | -                    | -                    |                      |                      |
|           |                              |              |    |                  |                  |                  |                  |                  |   |                      |                      |                      |                      |                      |
| 2016-2017 | Riverains de Belœil          | LHSR         | 12 | 4                | 8                | 12               | 2                | 3                | 0 | 1                    | 1                    | 2                    |                      |                      |
| 2017-2018 | Méchante Virée de Varennes   | LHSR         | 14 | 3                | 10               | 13               | 10               | -                | - | -                    | -                    | -                    |                      |                      |